# Федерация спортивной гимнастики России
Федерация спортивной гимнастики России — общероссийская общественная организация, представляющая интересы гимнастических видов спорта. Учреждена в 1991 году. Объединяет спортивные организации 71 субъекта Российской Федерации.
Федерация является членом Международной Федерации гимнастики (ФИЖ) и Европейского гимнастического Союза (УЕЖ).
Ликвидирована путём объединения в Федерацию гимнастики России.

## Функция
Федерация спортивной гимнастики — единственная в России организация, которая обладает правом представлять российскую гимнастику как вид спорта во всех государственных, некоммерческих и коммерческих организациях России, в международном спортивном и олимпийском движениях, а также координировать развитие гимнастики на территории Российской Федерации.
Целями деятельности Федерации являются:
— представление интересов Членов Федерации в отношениях с третьими лицами по вопросам, соответствующим целям и задачам Федерации;
— организация подготовки сборной команды России по спортивной гимнастике для участия в международных соревнованиях от имени Российской Федерации и участия в составе сборной команды России на Играх Олимпиады;
— укрепление позиций и повышение престижа российской гимнастики на спортивной международной арене;
— организация Всероссийских соревнований по спортивной и командной гимнастике;
— развитие и популяризация спортивной гимнастики в России. Содействие созданию спортивных центров, клубов, союзов, коллективов, команд, школ спортивной гимнастики и т. п. на территории Российской Федерации, оказание им методической и практической помощи;
— содействие в создании условий для подготовки высококвалифицированных тренеров, судей, других специалистов в области спорта; оказание поддержки становлению и развитию детского и юношеского спорта, осуществление отбора перспективных молодых спортсменов-гимнастов для последующей подготовки и включения их в составы сборных команд;
— социальная защита прав и интересов спортсменов, тренеров и других специалистов в области спортивной гимнастики; забота о ветеранах спортивной гимнастики; организация программ социальной адаптации спортсменов, закончивших свою профессиональную деятельность;
— создание условий для строительства и содержания специализированных спортивных сооружений по месту жительства граждан; развитие материально-технической базы спортивных клубов, сборных команд, детско-юношеских школ, коллективов физической культуры — членов Федерации;
— изыскание дополнительных финансовых источников, связанных с уставной деятельностью Федерации, для финансирования социальных проектов и проектов, связанных с развитием гимнастики;
— содействие в организации научных исследований в области теории и практических методик подготовки спортсменов, реабилитации здоровья граждан, гармоничного развития детей и подростков;
— проведение и участие в семинарах, выставках, совещаниях, направленных на совершенствование учебно-методического обеспечения российского спорта;
— внесение предложений при подготовке проектов законодательных актов, касающихся дальнейшего развития спорта в России.

## Соревнования
Федерация организует ряд всероссийских соревнований, среди которых:
| Соревнование                               | Периодичность |
| ------------------------------------------ | ------------- |
| Чемпионат России по спортивной гимнастике  | ежегодно      |
| Первенство России по спортивной гимнастике | ежегодно      |
| Кубок России по спортивной гимнастике      | ежегодно      |

## Руководство
- Титов Василий Николаевич — президент (октябрь 2014 —1 октября 2024), член Исполнительного комитета ФИЖ

## Спонсоры
- Банк ВТБ — генеральный спонсор федерации.

## Команда

### Тренеры
| Тренер                             | Дата рождения | Группа видов, дисциплин | Должность                             | Звание               | Место работы      | Город           |
| ---------------------------------- | ------------- | ----------------------- | ------------------------------------- | -------------------- | ----------------- | --------------- |
| Родионенко Андрей Федорович        | 07.09.1942    | Мужчины, женщины        | Главный тренер                        | ЗТ СССР, ЗТР, к.п.н  | ФГБУ ЦСП          | Москва          |
| Родионенко Валентина Александровна | 18.09.1936    | Мужчины, женщины        | Тренер-администратор                  | ЗТ СССР, ЗТР, к.п.н. | ФГБУ ЦСП          | Москва          |
| Алфосов Валерий Павлович           | 13.02. 1953   | Мужчины                 | Старший тренер                        | ЗТР                  | ФГБУ ЦСП          | Москва          |
| Гребёнкин Евгений Анатольевич      | 10.12.1974    | Женщины                 | Старший тренер                        | ЗТР                  | ФГБУ ЦСП          | Волжский        |
| Крюков Николай Вячеславович        | 11.11.1978    | Юниоры                  | Старший тренер                        | ЗТР                  | ФГБУ ЦСП          | Москва          |
| Булгакова Ольга Митрофановна       | 12.08.1963    | Юниорки                 | Старший тренер                        | ЗТР                  | ФГБУ ЦСП          | Воронеж         |
| Александров Александр Сергеевич    | 07.01.1950    | Женщины                 | Тренер                                | ЗТР                  | ФГБУ ЦСП          | Москва          |
| Андрианов Сергей Николаевич        | 25.12.1974    | Юниорки                 | Тренер по технической подготовке      | МС                   | ФГБУ ЦСП          | Владимир        |
| Баринов Юрий Николаевич            | 18.11.1961    | Юниоры                  | Тренер-акробат                        |                      | СДЮШОР В.Скакуна  | Ставрополь      |
| Беликов Андрей Владимирович        | 05.02.1957    | Мужчины, женщины        | Тренер-оператор                       |                      | ФГБУ ЦСП          | Москва          |
| Блюшке Андрей Викторович           | 18.05.1972    | Мужчины                 | Тренер-массажист                      |                      | ФГБУ ЦСП          | Москва          |
| Булашенко Марина Васильевна        | 19.06.1958    | Женщины                 | Тренер-хореограф                      | ЗТ СССР              | ФГБУ ЦСП          | Ростов-на-Дону  |
| Бурова Ольга Васильевна            | 12.04.1977    | Женщины                 | 12.04.1977                            | ЗТР                  | ФГБУ ЦСП          | Волгоград       |
| Войнов Артем Игоревич              | 02.11.1987    | Юниорки                 |                                       | МС                   | ФГБУ ЦСП          | Коломна         |
| Говердовский Владимир Иванович     | 02.10.1932    | Мужчины                 | КНГ                                   | К.п.н.               | ТГУ им. Державина | Тамбов          |
| Гоголь Елена Михайловна            | 15.07.1978    | Женщины                 | Тренер-массажист                      |                      | ФГУ ЦСП           | Москва          |
| Голубев Игорь Владимирович         | 03.12.1979    | Юниоры                  | Тренер-массажист                      |                      | ФГУ «ЦСМ ФМБА»    | Ярославль       |
| Гулевский Сергей Сергеевич         | 14.06.1972    | Юниоры                  | Тренер-массажист                      |                      | ФГБУ ЦСП          | Ярославль       |
| Гусев Дмитрий Николаевич           | 02.03.1954    | Юниорки                 | Тренер-акробат                        | МС                   | ФГБУ ЦСП          | Москва          |
| Духно Андрей Владимирович          | 10.12.1974    | Мужчины                 | Тренер-акробат                        | МСМК                 | ФГБУ ЦСП          | Ставрополь      |
| Елфимов Геннадий Борисович         | 27.02.1964    | Женщины                 | Тренер                                | ЗТР                  | ФГБУ ЦСП          | Воронеж         |
| Епишин Николай Дмитриевич          | 01.06.1947    | Мужчины, женщины        | КНГ                                   | МС                   | МОГИФК            | Москва          |
| Ефремова Лариса Станиславовна      | 02.09.1963    | Юниорки                 | Тренер-хореограф                      |                      | ФГБУ ЦПС          | Владимир        |
| Иванов Василий Александрович       | 23.03.1959    | Женщины                 | Тренер-акробат                        |                      | ФГУ ЦСП           | Чебоксары       |
| Козенков Игорь Владимирович        | 31.07.1975    | Юноши, девушки          | Тренер по технической подготовке      | МС                   | МГАФК             | Орехово-Зуево   |
| Королев Юрий Николаевич            | 25.08.1962    | Юниоры                  | Тренер по технической подготовке      | ЗМС                  | ФГБУ ЦПС          | Владимир        |
| Куров Дмитрий Александрович        | 19.12.1989    | Юниоры, юниорки         | Тренер-администратор                  | МС                   | ФГБУ ЦПС          | Москва          |
| Лысков Константин Валерьевич       | 01.01.1967    | Мужчины                 | Тренер-врач                           |                      | ФГБУ ЦСП          | Ярославль       |
| Мамонтова Людмила Геннадьевна      | 27.04.1952    | Мужчины, юниоры         | Тренер-хореограф                      |                      | ФГБУ ЦСП          | п. Майдарово    |
| Марсов Григорий Григорьевич        | 07.09.1966    | Мужчины                 | Тренер-врач                           |                      | ФГУ «ЦСМ ФМБА»    | Ярославль       |
| Ольгичев Виталий Вадимович         | 21.10.1986    | Женщины                 | Тренер-массажист                      |                      | ФГУ «ЦСМ ФМБА»    | Москва          |
| Попова Александра Александровна    | 05.07.1982    | Юниорки                 | Тренер-массажист                      |                      | ФГУ «ЦСП ФМБА»    | Чехов           |
| Рыбаков Сергей Николаевич          | 22.06.1949    | Мужчины, женщины        | Тренер-инженер                        |                      | ФГУ ЦСП           | Москва          |
| Скакодуб Дмитрий Ремович           | 14.11.1962    | Мужчины, женщины        | Администратор тренировочного процесса | МСМК                 | ФГБУ ЦСП          | Москва          |
| Столяр Антон Игоревич              | 05.04.1981    | Женщины                 | Тренер                                | МС                   | ФГБУ ЦСП          | Владимир        |
| Сучилин Николай Георгиевич         | 25.09.1941    | Мужчины, женщины        | КНГ, руководитель                     | Д.п.н., ЗТР          | ФГБУ ЦСП          | Москва          |
| Тимонькин Владимир Александрович   | 12.10.1966    | Женщины                 | Тренер-врач                           | ЗВР                  | ФГБУ ЦСП          | Ярославль       |
| Юшин Алексей Борисович             | 31.10.1957    | Мужчины, женщины        | Тренер. СФП, ОФП, КНГ                 | К.п.н.               | ФГБУ ЦСП          | Санкт-Петербург |

### Основной состав

#### Женщины
На 30 января 2017
| Спортсмен                     | Дата рождения | Звание | Команда                                          |
| ----------------------------- | ------------- | ------ | ------------------------------------------------ |
| Афанасьева Ксения Дмитриевна  | 13.09.1991    | ЗМС    | ВС Химки                                         |
| Ахаимова Лилия Игоревна       | 17.03.1997    | МС     |                                                  |
| Ерёмина Елена Вячеславовна    | 29.07.2001    | МС     |                                                  |
| Ильянкова Анастасия Андреевна | 12.01.2001    | МС     |                                                  |
| Капитонова Наталья Андреевна  | 31.05.2000    | MC     | ГБОУ ДОД «ОСДЮСШОР по гимнастике» — Динамо Пенза |
| Мельникова Ангелина Романовна | 18.07.2000    | МСМК   | ЦСКА Воронеж                                     |
| Мустафина Алия Фаргатовна     | 30.09.1994    | ЗМС    | ВС Москва                                        |
| Пасека Мария Валерьевна       | 19.07.1995    | ЗМС    | ВС Москва                                        |
| Симакова Ангелина Алексеевна  | 26.08.2002    | МС     |                                                  |
| Скрыпник Дарья Сергеевна      | 04.10.2000    | МС     | ГБУ КК «ЦСП им. Г. К. Казаджиева» Краснодар      |
| Спиридонова Дарья Сергеевна   | 08.07.1998    | МС     | ВС Москва                                        |
| Тутхалян Седа Гургеновна      | 15.07.1999    | МСМК   | ЦСКА Москва                                      |
| Харенкова Мария Александровна | 29.10.1998    | МСМК   | ВС Ростов-на-Дону                                |
| Шелгунова Евгения Андреевна   | 03.08.1997    | МС     | ВС Алатырь                                       |

Предыдущий состав
| Спортсмен                     | Дата рождения | Звание | Команда                                          |
| ----------------------------- | ------------- | ------ | ------------------------------------------------ |
| Афанасьева Ксения Дмитриевна  | 13.09.1991    | ЗМС    | ВС Химки                                         |
| Дмитриева Анастасия Сергеевна | 21.01.1999    | МС     | ЦСК ВВС Самара                                   |
| Капитонова Наталья Андреевна  | 31.05.2000    | MC     | ГБОУ ДОД «ОСДЮСШОР по гимнастике» — Динамо Пенза |
| Комова Виктория Александровна | 30.01.1995    | ЗМС    | МГФСО-Динамо Воронеж, Москва                     |
| Мельникова Ангелина Романовна | 18.07.2000    | МСМК   | ЦСКА Воронеж                                     |
| Мустафина Алия Фаргатовна     | 30.09.1994    | ЗМС    | ВС Москва                                        |
| Пасека Мария Валерьевна       | 19.07.1995    | ЗМС    | ВС Москва                                        |
| Скрыпник Дарья Сергеевна      | 04.10.2000    | МС     | ГБУ КК «ЦСП им. Г. К. Казаджиева» Краснодар      |
| Сокова Екатерина Олеговна     | 12.12.2000    | MC     | ЦСКА Владимир                                    |
| Сосницкая Алла Аркадьевна     | 10.04.1997    | МС     | ВС Москва                                        |
| Спиридонова Дарья Сергеевна   | 08.07.1998    | МС     | ВС Москва                                        |
| Тутхалян Седа Гургеновна      | 15.07.1999    | МСМК   | ЦСКА Москва                                      |
| Харенкова Мария Александровна | 29.10.1998    | МСМК   | ВС Ростов-на-Дону                                |
| Шелгунова Евгения Андреевна   | 03.08.1997    | МС     | ВС Алатырь                                       |